# هیالمار سدرکرونا
هیالمار سدرکرونا (انگلیسی: Hjalmar Cedercrona; ۲۳ دسامبر ۱۸۸۳ – ۲۴ مهٔ ۱۹۶۹) ژیمناست هنری اهل سوئد بود.